# Jodła nepalska
Jodła nepalska (Abies pindrow) – gatunek z rodziny sosnowatych. Pochodzi z zachodnich Himalajów i przyległych gór, od północno-wschodniego Afganistanu na wschód, przez północny Pakistan i Indie do środkowego Nepalu. Nazwa pindrow pochodzi od nazwy drzewa w języku nepalskim.

## Morfologia

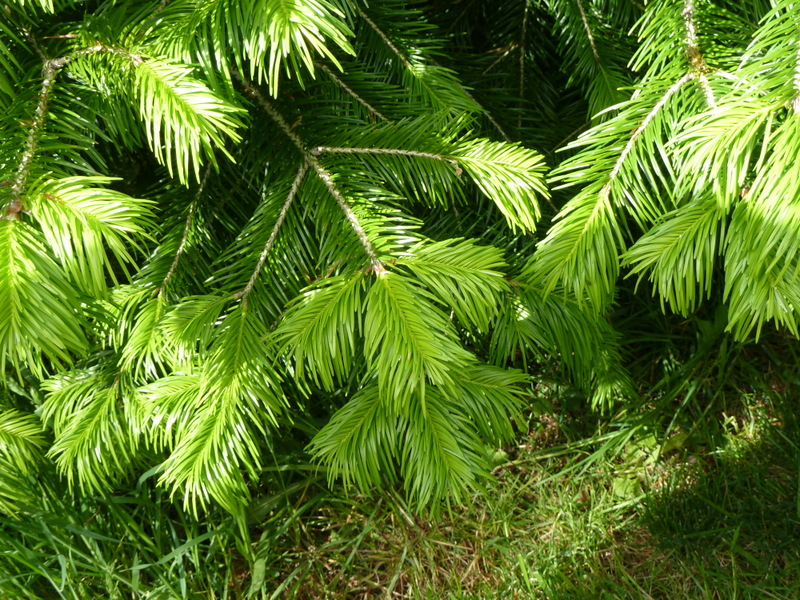
Liście

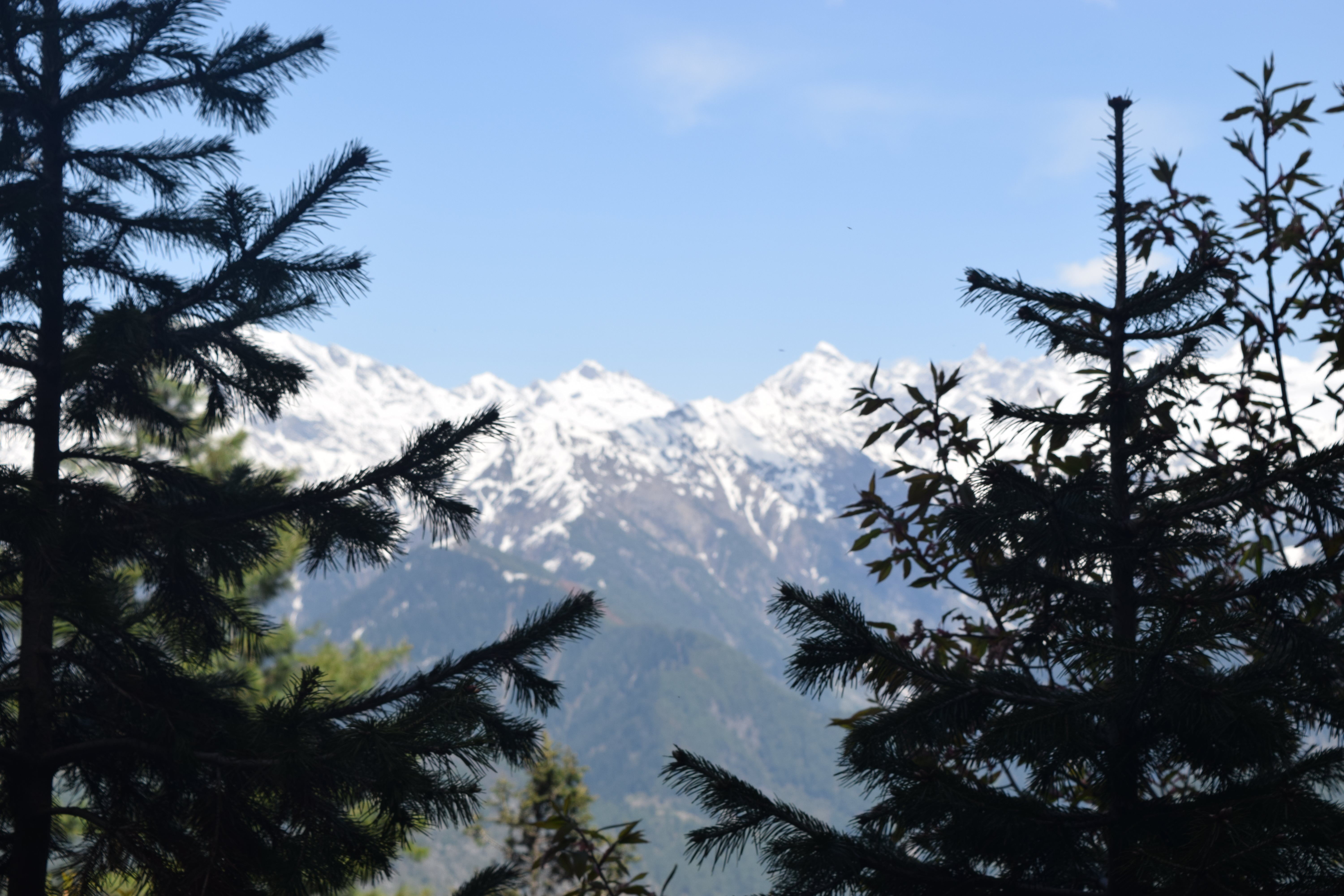
Abies pindrow na tle gór

Jest to duże, wiecznie zielone drzewo iglaste dorastające do 40–60 metrów wysokości i średnicy pnia do 2–2,5 m. Ma stożkową koronę z poziomymi gałęziami. Liście są w kształcie igły, o długości 4–9 cm. Stożki są szerokie, cylindryczno-stożkowe, mają 7–14 cm długości i 3–4 cm szerokości, ciemnofioletowe w młodym wieku, rozpadające się po osiągnięciu dojrzałości i uwalniające nasiona 5–7 miesięcy po zapyleniu.
Podobna Abies gamblei jest wyraźnie oddzielone morfologicznie i ekologicznie (występuje na tym samym obszarze, ale na nieco suchszych stanowiskach); różni się krótszymi liśćmi o długości 2–4 cm. Szyszki są bardzo podobne. 
Jodła nepalska występuje na wysokości między 2000–3350 metrów (głównie między 2400 a 3000 m) (Abies gamblei rośnie na rzędnych 3000–3500 metrów).

## Zastosowania
Jodła nepalska jest wykorzystywana w jej rodzimym zasięgu w niewielkim stopniu na drewno. Sporadycznie uprawiana jest jako drzewo ozdobne w dużych ogrodach w zachodniej Europie. Wymaga dużej wilgotności i opadów.